# Pseudovanilla
Pseudovanilla – rodzaj roślin jednoliściennych z rodziny storczykowatych (Orchidaceae). Obejmuje 8 gatunków spotykanych na wyspach Archipelagu Malajskiego, na Fidżi i w północno-wschodniej Australii.

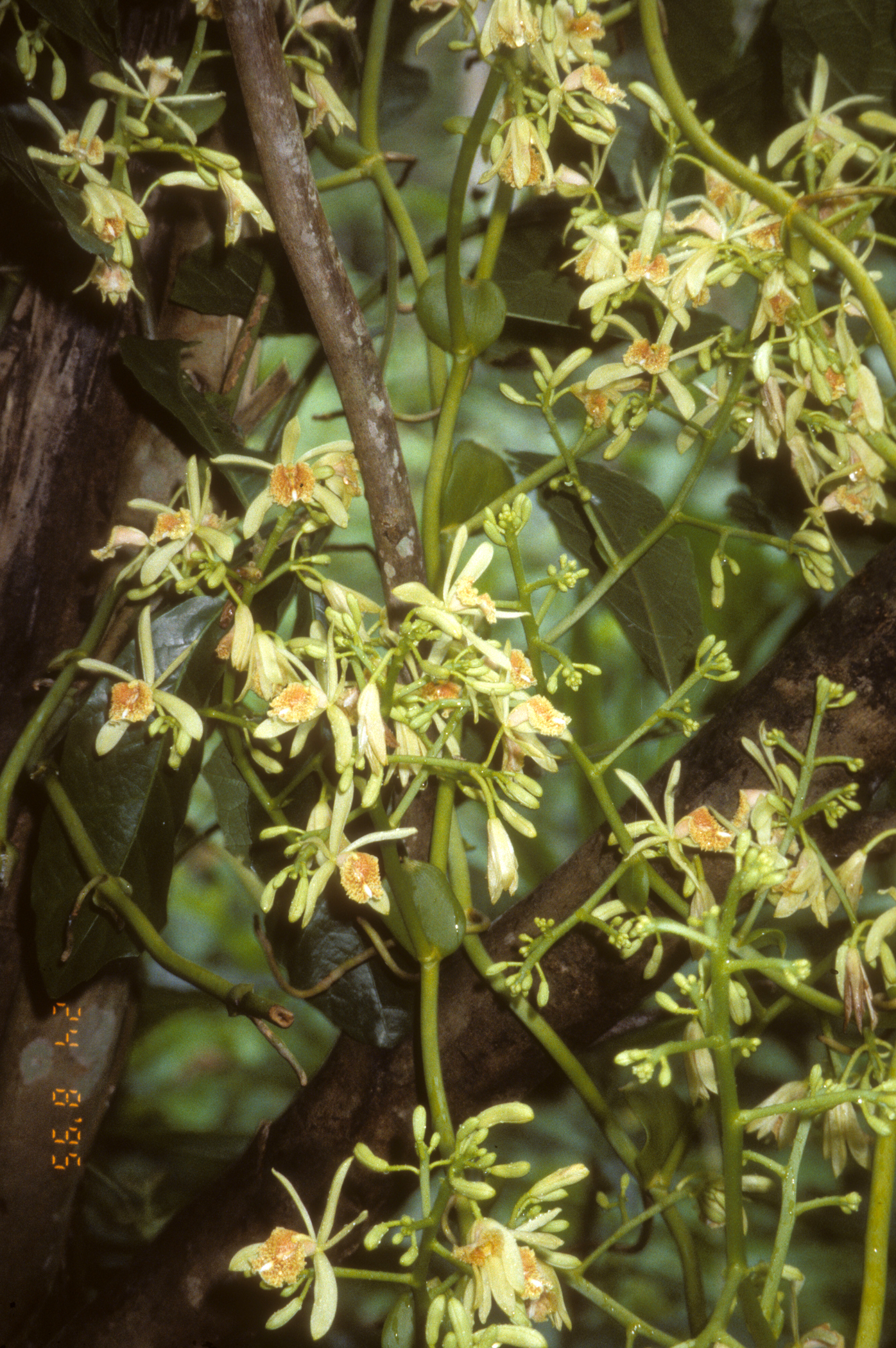
Kwiatostan P. foliata

## Morfologia
ŁodygaPnąca, wspinająca się na pnie drzew, osiąga kilkanaście m długości. Z każdego węzła wyrasta krótki i mięsisty korzeń powietrzny oraz pochwiasta łuska.
KwiatyOkazałe, barwne, zebrane są w wielokwiatowe, bujne wiechy. Kwiaty odwrócone, z listkami okwiatu podłużnymi, podobnymi do siebie. Warżka z dwoma grzbietami oraz bardzo licznymi brodawkami na niemal całej powierzchni.
OwoceTorebka zawierająca oskrzydlone nasiona.

## Systematyka
Rodzaj należy do plemienia Vanilleae w podrodzinie Vanilloideae Szlachetko, stanowiącej jeden ze starszych kladów w obrębie rodziny storczykowatych (Orchidaceae).
Wykaz gatunków
- Pseudovanilla affinis (J.J.Sm.) Garay
- Pseudovanilla anomala (Ames & L.O.Williams) Garay
- Pseudovanilla foliata (F.Muell.) Garay
- Pseudovanilla gracilis (Schltr.) Garay
- Pseudovanilla philippinensis (Ames) Garay
- Pseudovanilla ponapensis (Kaneh. & Yamam.) Garay
- Pseudovanilla ternatensis (J.J.Sm.) Garay
- Pseudovanilla vanilloides (Schltr.) Garay